# Diaphorus sanguensis
Diaphorus sanguensis är en tvåvingeart som beskrevs av Jennifer L. Hollis 1964. Diaphorus sanguensis ingår i släktet Diaphorus och familjen styltflugor.
Artens utbredningsområde är Nepal. Inga underarter finns listade i Catalogue of Life.